# Три богатыря и морской царь
«Три богатыря и морской царь» — российский полнометражный анимационный фильм студии «Мельница». Седьмой мультфильм во франшизе «Три богатыря».
Премьера состоялась 1 января 2017 года. Телевизионная премьера мультфильма состоялась 8 марта 2017 года на канале «РЕН ТВ». В марте 2022 года было объявлено, что мультфильм выпустят в повторный прокат в России. 28 июля 2022 года мультфильм вышел в повторный прокат.

## Сюжет
Со времён последнего подвига трёх богатырей прошло около полугода. Из-за отсутствия врагов они расслабились, и их поглотила бытовая рутина. Желая скрыться от домашних обязанностей, Добрыня Никитич придумал играть с речными раками и целыми днями устраивал между ними бои. Видя это, Настасья заявила, что уйдёт от своего мужа, так как он не ценит её и видит в ней только служанку. Расстроенный Добрыня, пытаясь исправиться, идёт на рынок, чтобы купить овощи. Там он встречает Илью Муромца и Алёшу Поповича, который отвлёкся при виде друзей и проиграл медведю состязание по армрестлингу.
От огорчения богатыри констатируют, что силы у них поубавилось. По совету верного друга Змея Горыныча они решили отправиться в Китай за зубом его дальнего родича, который якобы может вернуть им былую силу. В это время Князь получил от Юлия книгу о сокровищах Морского царя и с боярином Антипом отправился на корабле в путешествие за золотом. Но узнавшая о похищении громадная осьминожиха Брунгильда утаскивает Юлия на морское дно. Доставленный к Морскому царю Эдуарду конь ради своего спасения рассказывает о городе Киеве, где можно найти невесту на выбор.
Озабоченный необходимостью женитьбы, царь затопляет город. Брунгильда оказывается ближайшей помощницей Морского Царя, тайно влюблённой в него, но она строго соблюдает неизвестную клятву, которую давно дала его матери. Команда корабля, на котором Князь ходил за золотом, оказалась пиратской и закономерно подняла бунт. Чтобы отвести угрозу, он объявляет себя их капитаном и предлагает команде награбить ещё золота. Но пираты всё равно высаживают Князя и Антипа в шлюпку за то, что по их вине команда во время шторма потеряла всё добытое золото.
Доплывшие до Антарктики Князь и Антип находят пингвинов, которые помогают им добраться до места, где раньше был Киев. В Китае богатыри строят засаду для поимки мифического дракона, попутно помогают торговцам, шедшим по Великому шёлковому пути, быстрее достичь цели — приподнимают Великую Китайскую стену и создают проход. Находясь в засаде, богатыри ловят и вырывают зуб у дракона, которым оказывается Горыныч, прилетевший сообщить о затоплении Киева.
Настасья, её подруги и все остальные киевлянки под действием магии Морского царя получили русалочьи хвосты вместо ног. Желая разобраться, жёны богатырей плывут прямо к Морскому царю. Однако они обнаруживают во дворце беспорядок и начинают прибираться.
Растроганный царь выходит из укрытия, откуда наблюдал за уборкой, и, несмотря на строгость Настасьи, которая ударила его полотенцем, потребовала вернуть ноги и освободить Киев, влюбляется в неё с первого взгляда.
Под влиянием Юлия, который даёт советы в надежде, что его вернут на берег, Морской царь решает жениться на Настасье. Не встречая взаимности, он решает применить приворотное зелье. Достать его у Кикиморы он поручает богатырям, которые как раз принесли похищенное у него золото. Юлий слишком поздно узнал имя невесты. Он попытался отвратить царя от женитьбы информацией о её замужестве, на что царь отвечает, что можно сделать её вдовой.
Приглашённые во дворец жёны богатырей даже и не догадываются о предстоящей свадьбе. Их мужья добывают у Кикиморы зелье на основе травы-муравы, оставив взамен новый построенный дом. Чувствуя неладное, Добрыня возвращается к Морскому царю раньше и врывается во дворец в тот момент, когда царь делает предложение Настасье. Последний обращает против него свой трезубец, но его супруга, видя такую жестокость, моментально прощает Добрыню. Подоспевшие богатыри приводят его в чувство, и начинается их битва с морскими обитателями.
В кульминационный момент Брунгильда признаётся царю Эдуарду, а Юлий выливает на них добытое приворотное зелье. Битва заканчивается, и в конце фильма все гуляют на пышной свадьбе морского царя Эдуарда и Брунгильды под песню Юрия Антонова «Мечты сбываются».

## Роли озвучивали
| Актёр              | Роль                                                                    |
| ------------------ | ----------------------------------------------------------------------- |
| Сергей Маковецкий  | Князь Киевский                                                          |
| Дмитрий Быковский  | Илья Муромец                                                            |
| Валерий Соловьёв   | Добрыня Никитич (речь)                                                  |
| Олег Куликович     | Алёша Попович / Змей Горыныч                                            |
| Дмитрий Высоцкий   | конь Юлий                                                               |
| Сергей Русскин     | Эдуард, морской царь                                                    |
| Елена Шульман      | Настасья Филипповна                                                     |
| Лика Медведева     | Любава                                                                  |
| Мария Цветкова     | Алёнушка                                                                |
| Анатолий Петров    | Боярин Антипка                                                          |
| Ирина Тёплая       | Брунгильда                                                              |
| Андрей Кузнецов    | Гораций                                                                 |
| Александр Боярский | Кикимора / Князь Киевский (некоторые реплики) / Добрыня Никитич (вокал) |
| Яков Петров        | один из зевак                                                           |
| Александр Демич    | осьминог, охраняющий каменоломню                                        |
| Сергей Глезин      | медведь, которому Алёша проиграл в поединке                             |

## Рецензии и обзоры
Павел Соломатин из информационного агентства InterMedia поставил мультфильму три звезды из пяти, объяснив это тем, что «Три богатыря» теряют былую популярность, одной из причин является графика: «Само подводное царство нарисовано широкими мазками, без ярких и интересных деталей, так что мало чем отличается от самого Киева». Однако видны и положительные черты, такие как «характерный юмор» и «отечественное производство».
Обозреватель сайта KinoNews George, что мультфильм «обезличил» героев, кроме Гая Юлия Цезаря, «основная функция которого много говорить». Однако, по словам обозревателя, фильм может заинтересовать и родителей, так как присутствуют элементы бытовой жизни. В итоге George посчитал, что «кинокомпания „Мельница“ отмучилась» на последней серии «Трёх богатырей».
Обозреватель «КиноАфиши» Бариева Лилия считает, что мультфильм может огорчить «взрослых фанатов», и тоже выражает своё недоумение по поводу качества монтажа и сценария, которые доставляют «ущерб репутации героев». Замечает Лилия и противопоставления первым частям — «Илья, Добрыня и Алёша, ранее не брезгующие простой работой и помощью по хозяйству, вдруг решили что слишком круты для этого», в чём и заключается конфликт седьмой части «Трёх богатырей», однако мультфильм всё же должен содержать мораль, чего Бариева не находит, а считает, что «если ребёнок будет не только радоваться хаотичной смене ярких кадров, но и задумается о смысле истории, то запомнит» выдуманные сценаристами эпизоды. Но всё же «цель мультфильма — это развлекать мельканием красивых картинок».
Рецензиат портала «Фильм.ру» Борис Иванов дал «Трём богатырям и морскому царю» оценку 6 из 10. Борис считает, что киностудия «Мельница» исчерпала себя ещё в 2010 году, поэтому «идеализированным героям некуда развиваться, и ничего существенного с ними не может произойти». Также Иванов думает, что именно эта серия «ближе всего к романтической комедии и дальше всего от приключенческого или боевикового повествования», но при этом не учтены интересы взрослых зрителей. Однако «ситкомного юмора в мультфильме много, и он порой довольно забавный».
Мультфильм вошёл в десятку самых упоминаемых фильмов в российских СМИ за январь 2017 года.
Он также занял одно из ведущих мест по количеству сборов (14,2 % от общего числа) за первые месяцы 2017 года.
«Три богатыря и морской царь» стал одним из самых просматриваемых мультфильмов, который посетили около четырёх миллионов человек.
По результатам опроса «Фонда Кино», фильм замкнул восьмёрку самых запоминающихся кинокартин 2016 года, хотя в прокат попал лишь в 2017.

## Сборы и показы
Кассовые сборы «Три богатыря и морской царь» за две недели составили 719,5 млн рублей, на четвёртой неделе показатель повысился до 795 млн.
Мультфильм стал лидером по посещаемости в утреннее время. Показ прошёл в 414 однозальниках.
Мультфильм появился в кинопрокате Эстонии, собрав 23 291 доллар, и в Латвии, получив 15 539 долларов. На Украине фильм не был допущен к прокату.
Литовский эксперт Томас Миткус назвал мультфильм «коварной пропагандой», однако к показу он был допущен, заняв девятое место в кинопрокате и собрав 13 402 доллара.

## Награды
- Премия «Мультимир»[34][35]:
  - «Лучший российский полнометражный фильм» по версии зрителей;
  - «Лучший российский полнометражный фильм» по версии жюри;
  - «Лучший герой российского анимационного фильма» — русалка Алёнушка.